# Urząd Bargteheide-Land
Urząd Bargteheide-Land (niem. Amt Bargteheide-Land) – urząd w Niemczech w kraju związkowym Szlezwik-Holsztyn, w powiecie Stormarn. Siedziba urzędu znajduje się w mieście Bargteheide.
W skład urzędu wchodzi osiem gmin:
1. Bargfeld-Stegen
2. Delingsdorf
3. Elmenhorst
4. Hammoor
5. Jersbek
6. Nienwohld
7. Todendorf
8. Tremsbüttel